# NGC 3776
NGC 3776 (również PGC 36048) – galaktyka spiralna (Sb), znajdująca się w gwiazdozbiorze Panny. Odkrył ją w 1886 roku Ormond Stone.